# Adlerspitze
Die Adlerspitze ist ein 1241 m ü. A. hoher Felsturm und das älteste und bekannteste Klettergebiet des Höllengebirges. Vier Türme bilden die Adlerspitzen. Im Westen der Seeturm, gefolgt vom Plattenturm und dem Dritten Turm. Im Osten befindet sich der Hauptgipfel mit dem Gipfelkreuz. Das Klettergebiet bietet 55 Routen in allen Schwierigkeitsgraden.